# هلموت کوهل
هلموت یوزف میشائل کوهل (به آلمانی: Helmut Josef Michael Kohl) (زادهٔ ۳ آوریل ۱۹۳۰ – درگذشتهٔ ۱۶ ژوئن ۲۰۱۷) سیاست‌مدار محافظه‌کار آلمانی، صدراعظم آلمان از ۱۹۸۲ تا ۱۹۹۸ (آلمان غربی از ۱۹۸۲ تا ۱۹۹۰ و آلمان متحد از ۱۹۹۰ تا ۱۹۹۸) و دبیرکل اتحاد دموکرات مسیحی آلمان از ۱۹۷۳ تا ۱۹۹۸ بود. کهل را «پدر اتحاد دو آلمان» می‌دانند، مردی که رهبری اتحاد دو آلمان را در پایان جنگ سرد به عهده داشت. او از حامیان اروپای متحد بود و آلمان تحت رهبری او به یورو واحد پول اروپا پیوست.

## زندگی
هلموت کوهل در ۳ آوریل ۱۹۳۰ در شهر لودویگسهافن در یک خانواده کاتولیک به دنیا آمد. فعالیت‌های سیاسی اش را از ۱۶ سالگی شروع کرد و به اتحادیه دموکرات مسیحی آلمان پیوست. کوهل در سال ۱۹۷۳ میلادی، در سن ۴۳ سالگی به ریاست این حزب انتخاب شد و در راس یک ائتلاف حزبی با حزب دموکرات آزاد آلمان در سال ۱۹۸۲، صدر اعظم این کشور شد.

## فعالیت‌ها
۱۶ سال صدراعظمی وی، طولانی‌ترین دوران صدراعظمی آلمان پس از بیسمارک است و هم‌چنین دوران پایان جنگ سرد و اتحاد دو آلمان نیز است؛ کهل یکی از مهم‌ترین معماران اتحاد دو آلمان است. به همین دلیل به وی لقب «پدر اتحاد آلمان» داده می‌شود.
هلموت کهل برای دوستی آلمان و فرانسه از زمان شکست آلمان در جنگ جهانی اول و امضای پیمان ورسای تلاش می‌کرد. در دوران ریاست جمهوری فرانسوا میتران وی بر سر مزار سربازان فرانسوی قربانی جنگ جهانی دوم حضور یافت و با میتران دست داد.

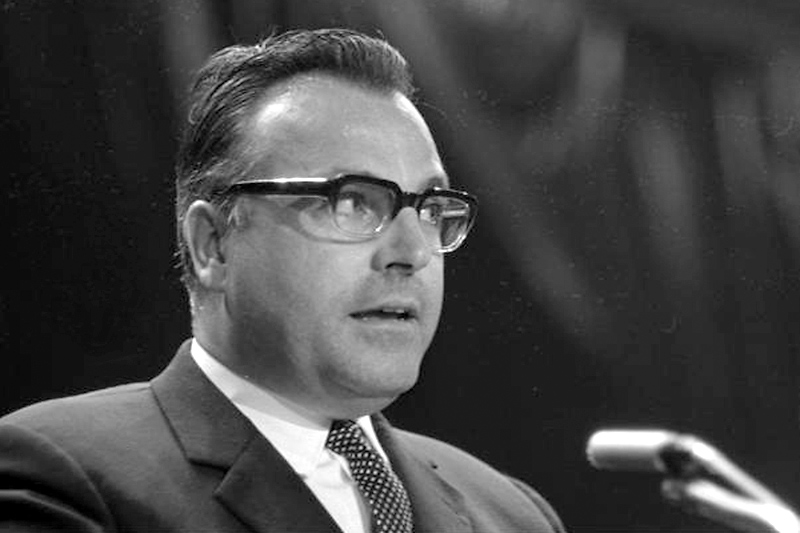
کوهل در سال ۱۹۶۹

او به همراه رئیس‌جمهور وقت فرانسه، فرانسوا میتران از بنیان‌گذاران پیمان اتحادیهٔ اروپا (موسوم به پیمان ماستریخت) بشمار می‌رود که منجر به تأسیس اتحادیهٔ اروپا شد. تحت رهبری او آلمان به واحد پول اروپا یورو پیوست.
آنگلا مرکل شاگرد او در دوران صدراعظمی کوهل و در سال ۱۹۹۱ وارد دولت آلمان شد. در آن زمان رسانه‌های آلمانی به خاطر هیکلش به او لقب گلابی داده بودند. حیثیت کوهل به خاطر یک رسوایی بزرگ مربوط به نحوه تأمین منابع مالی حزبش در دهه ۹۰ میلادی به شدت لطمه خورد. این سیاستمدار تا حدی در جمع‌آوری کمک‌های مالی غیرقانونی برای خرج حزبش مهارت داشت.

## پدر اتحاد آلمان
پس از فروریختن دیوار برلین در ۱۰ نوامبر ۱۹۸۹ هلموت کوهل که صدراعظم وقت آلمان بود از بالکن ساختمانی در برلین به ایراد سخنرانی پرداخت و گفت: «هدف اتحاد است و حق و آزادی. زنده باد سرزمین پدری، آلمان، زنده باد اروپایی آزاد و متحد».

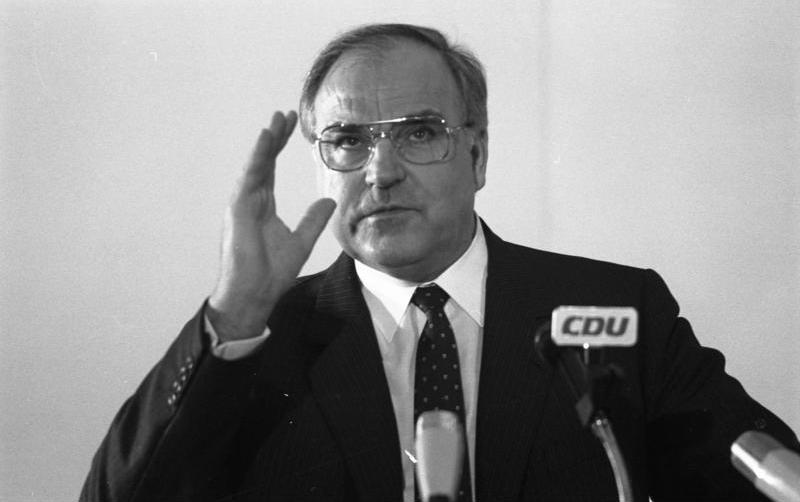
در سال ۱۹۸۳

پس از نزدیک به یکسال از فروریختن دیوار، آلمان شرقی رسماً به آلمان فدرال پیوست.

## بیماری و درگذشت
وی پس از سکته برای چند سال پیش به زحمت می‌توانست صحبت کند و گفته شده بود که تماماً به همسر دومش مایکه وابسته بود. خانم مایکه ریشتر هرگونه ملاقات و تماس با رهبر سابق آلمان را به شدت محدود کرده بود.
کوهل روز جمعه ۱۶ ژوئن ۲۰۱۷ در ۸۷ سالگی در خانه خود در شهر لودویگسهافن در غرب آلمان درگذشت.
عصر روز شنبه اول ژوئیه ۲۰۱۷ مراسم یادبود و بزرگداشت هلموت کهل در ساختمان پارلمان اروپا در استراسبورگ برگزار شد. در این مراسم سران چندین کشور از جمله آنگلا مرکل صدر اعظم آلمان، بیل کلینتون رئیس‌جمهور اسبق آمریکا، بنیامین نتانیاهو، نخست‌وزیر اسرائیل، امانوئل مکرون، رئیس‌جمهور فرانسه و دمیتری مدودف، نخست‌وزیر روسیه حضور یافتند و به او ادای احترام کردند. این اولین بار بود که چنین مراسمی پیش از خاکسپاری برای یکی از سران اروپایی در ساختمان پارلمان اروپا در استراسبورگ برگزار می‌شد. و این به دلیل نقش مهمی است که او در تشکیل اتحادیه اروپا ایفا کرد.

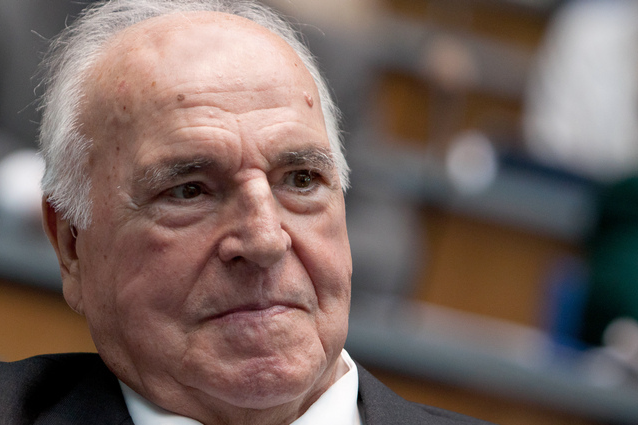
کوهل در سال ۲۰۱۲

بعد از پایان مراسم در پارلمان اروپا، پیکر کهل به خاک آلمان منتقل شد و در گورستان شهر اشپیر به خاک سپرده شد.

## از نگاه دیگران
- آنگلا مرکل، صدراعظم آلمان گفت وظیفه نسل حاضر این است که از میراث هلموت کهل محافظت کند. او همچنین گفت زمانی که همه به آینده اتحاد دو آلمان شک داشتند، آقای کهل برای این اتحاد جنگید. به گفته مرکل، انگیزه کهل آن بود که دیگر هیچ جنگی در اروپا درنگیرد. خانم مرکل از هلموت کهل به عنوان راهنما و مدیر خود یاد کرد که به او این فرصت را داد تا جایگاهی در سیاست داشته باشد.[۳]

ژان-کلود یونکر، رئیس کمیسیون اروپا وی را «یک شهروند بزرگ و بخشی از هویت اروپا و روشنگر خانه اروپائیان و نیز مربی و دوست» خود نامیده‌است.
- بیل کلینتون، رئیس‌جمهور پیشین آمریکا کوهل را «مهم‌ترین سیاستمدار اروپا بعد از جنگ جهانی دوم» خوانده بود.[۱۴] او همچنین در مراسم بزرگداشت پیش از خاکسپاری، صدراعظم سابق آلمان را به خاطر تلاش برای اتحاد دو آلمان و ایجاد اتحادیه اروپا، ستود و گفت «تمام ما آمدیم. برای چه؟ چون هلموت کهل به ما فرصت داد که در اتفاقی عظیم‌تر شریک شویم.»[۳]
- جرج بوش پدر، رئیس‌جمهور پیشین آمریکا از هلموت کوهل به عنوان «بزرگترین رهبر اروپایی در نیمه دوم قرن بیستم» یاد کرده بود.[۹]